# Did I Let You Know
«Did I Let You Know» es una canción perteneciente al décimo álbum de la banda de funk rock estadounidense Red Hot Chili Peppers; I'm with You. Fue lanzado como sencillo en enero del 2012 exclusivamente en Brasil.
Según un comunicado de la página web de la banda, se anunció que a partir de una encuesta, los aficionados en Brasil votaron por dicha canción. Es el primer sencillo pedido por los fanes.

## Vídeo musical
Aunque no ha sido mi auspiciado oficialmente por la banda, el 9 de marzo un vídeo fue subido por un grupo de aficionados brasileños, los elegidos por la banda misma para que decidan el sencillo en su país. El vídeo ya fue aprobado por la Warner Brasil, y está inspirado por el proyecto "A mosca sabe" (La mosca sabe). 
Varios aficionados más fueron elegidos para que formen el elenco del vídeo. Se rodó a través de Río de Janeiro, y dijeron Chad Smith y Josh Klinghoffer: “The "Did I Let You Know" video made by our Brazilian fans is very cool! I love it! Thanks so much!" (El video de "Did I Let You Know" hecho por nuestros fans brasileños está muy genial! ¡Lo amo! ¡Muchas gracias!” Mientras que Klinghoffer dijo: “I just wanted to say that the smiles on all of those beautiful faces and the love that is very clear throughout that video made me a very, very happy ”. (Yo solo quiero decir que las sonrisas en esos hermosos rostros a lo largo del vídeo me hicieron muy, muy feliz).